# Dom kuracyjny w Gdyni-Orłowie
Dom kuracyjny w Gdyni-Orłowie – zabytkowy budynek w Gdyni. Mieści się w Orłowie przy ul. Orłowskiej 2.
Został zbudowany w ok. 1904 roku. Od 1984 widnieje w rejestrze zabytków.